# Sarcófago de Tabnit
El sarcófago de Tabnit es el sarcófago de Tabnit, rey de Sidón y padre de Eshmunazar II, que reinó hacia el año 490 a. C. en esta ciudad fenicia.
El sarcófago está decorado con dos inscripciones separadas y no relacionadas, una en jeroglíficos egipcios y otra en escritura fenicia. Fue creado a principios del siglo V a. C. y fue desenterrado en 1887 por Osman Hamdi Bey en la necrópolis real de Ayaa cerca de Sidón junto con el sarcófago de Alejandro y otros sarcófagos relacionados. El cuerpo de Tabnit se encontró flotando perfectamente conservado en el fluido de embalsamamiento original. Tanto el sarcófago como el esqueleto descompuesto de Tabnit se encuentran ahora en los Museos de Arqueología de Estambul.
El sarcófago, junto con el sarcófago de Eshmunazar II, fue posiblemente adquirido por los sidonios tras su participación en la batalla de Pelusio (525 aC), y sirvió como modelo para sarcófagos fenicios posteriores. Se considera que el texto fenicio tiene una similitud "notable" con el de la inscripción Shebna de Jerusalén.

## Descubrimiento

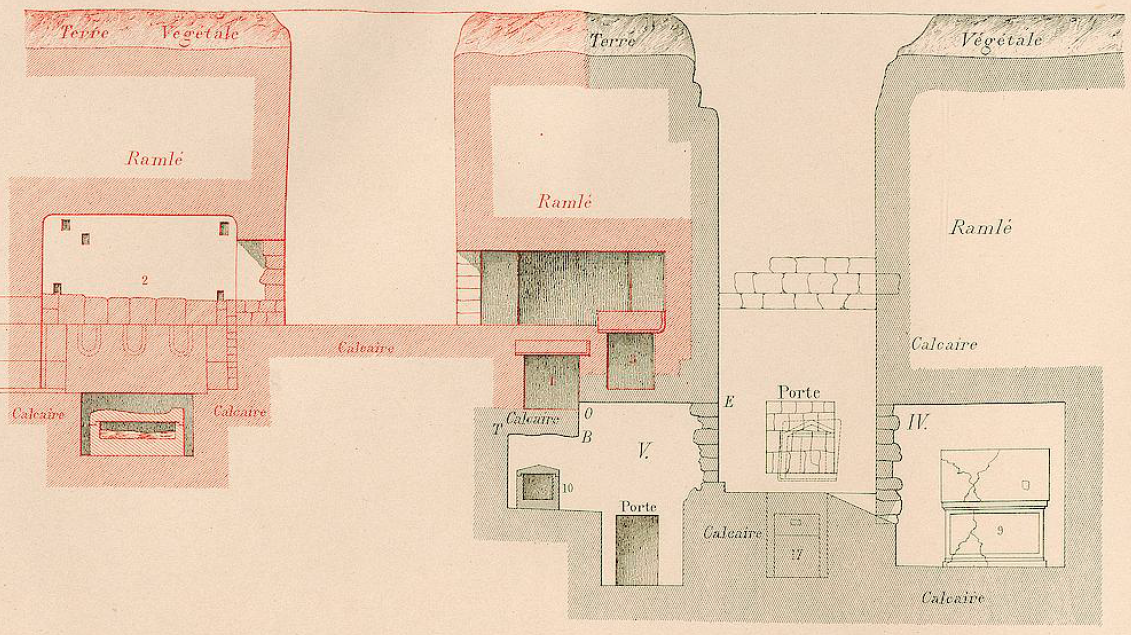
Sección transversal de la Necrópolis de Ayaa. El sarcófago de Tabnit está en la parte inferior izquierda.

Las tumbas de la necrópolis real de Ayaa fueron descubiertas en 1887 por el misionero presbiteriano estadounidense William King Eddy (el padre de William A. Eddy). William Wright envió una carta al Times con la noticia del descubrimiento de Eddy e implorando al Museo Británico que "tomara medidas inmediatas para asegurar estos tesoros y evitar que caigan en manos del vándalo turco". Esto alertó al nuevo conservador del incipiente Museo Arqueológico de Estambul, Osman Hamdi Bey, quien organizó una excavación completa y el traslado de los sarcófagos a Estambul.

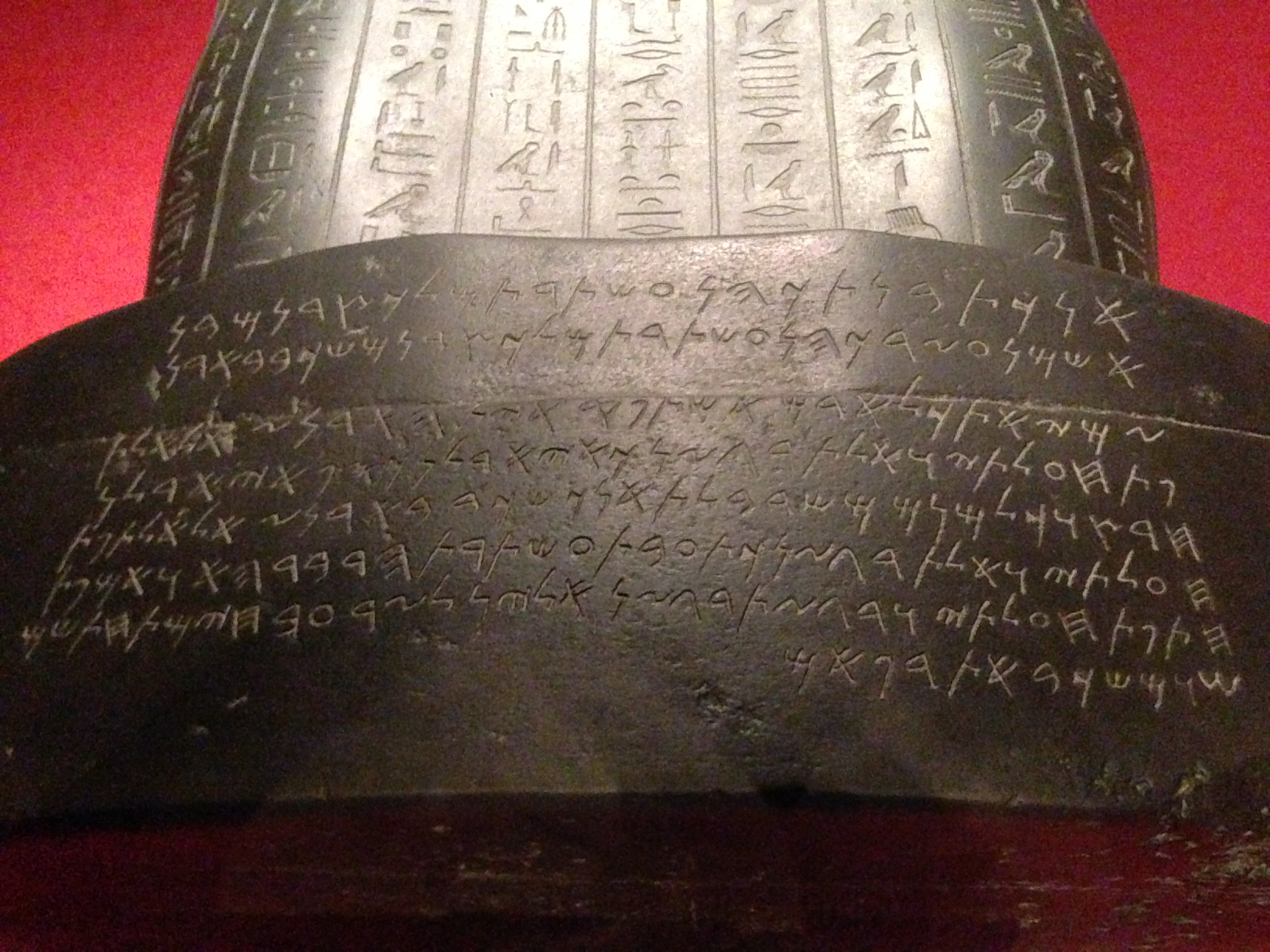
Primer plano de la inscripción en lengua fenicia.

Durante la excavación, los operarios abrieron el sarcófago de Tabnit y encontraron "un cuerpo humano flotando en perfecta conservación en un peculiar fluido". Mientras Hamdi Bey estaba almorzando, los obreros volcaron el sarcófago y derramaron el líquido, de modo que "el secreto del maravilloso líquido quedó nuevamente escondido en la arena de Sidón" y el cuerpo se descompuso rápidamente. Hamdi Bey señaló en 1892 que se había quedado con una parte de la sustancia que quedaba en el fondo del sarcófago.

## Inscripción
La inscripción se conoce como KAI 13 . La inscripción jeroglífica muestra que el sarcófago fue originalmente destinado a un general egipcio llamado "Pen-Ptah" (pꜣ-n-pth). Transcrito en letras hebreas equivalentes, el texto fenicio es legible por un hablante hebreo moderno, con algunas distinciones: como es habitual en fenicio, el marcador de objeto directo se escribe אית (ʾyt) en lugar de את (ʾt) en hebreo, y cláusulas relativas ('que', 'quién') se introducen con אש (ʾš) en lugar de אשר (ʾšr) en hebreo. Entre las palabras menos comunes en hebreo moderno, la inscripción usa חרץ para oro (חָרוּץ bíblico) y אר para el verbo 'juntar' (אָרוּ 'ellos reunieron', אָרָה bíblico).
| Letras fenicias | Transcripción | Traducción |
| 𐤀𐤍𐤊 𐤕𐤁𐤍𐤕 𐤊𐤄𐤍 𐤏𐤔𐤕𐤓𐤕 𐤌𐤋𐤊 𐤑𐤃𐤍𐤌 𐤁𐤍 𐤀𐤔𐤌𐤍𐤏𐤆𐤓 𐤊𐤄𐤍 𐤏𐤔𐤕𐤓𐤕 𐤌𐤋𐤊 𐤑𐤃𐤍𐤌 𐤔𐤊𐤁 𐤁𐤀𐤓𐤍 𐤆 𐤌𐤉 𐤀𐤕 𐤊𐤋 𐤀𐤃𐤌 𐤀𐤔 𐤕𐤐𐤒 𐤀𐤉𐤕 𐤄𐤀𐤓𐤍 𐤆 𐤀𐤋 𐤀𐤋 𐤕𐤐𐤕𐤇 𐤏𐤋𐤕𐤉 𐤅𐤀𐤋 𐤕𐤓𐤂𐤆𐤍 𐤊 𐤀𐤉 𐤀𐤓 𐤋𐤍 𐤊𐤎𐤐 𐤀𐤉 𐤀𐤓 𐤋𐤍 𐤇𐤓𐤑 𐤅𐤊𐤋 𐤌𐤍𐤌 𐤌𐤔𐤃 𐤁𐤋𐤕 𐤀𐤍𐤊 𐤔𐤊𐤁 𐤁𐤀𐤓𐤍 𐤆 𐤀𐤋 𐤀𐤋 𐤕𐤐𐤕𐤇 𐤏𐤋𐤕𐤉 𐤅𐤀𐤋 𐤕𐤓𐤂𐤆𐤍 𐤊 𐤕𐤏𐤁𐤕 𐤏𐤔𐤕𐤓𐤕 𐤄𐤃𐤁𐤓 𐤄𐤀 𐤅𐤀𐤌 𐤐𐤕𐤇 𐤕𐤐𐤕𐤇 𐤏𐤋𐤕𐤉 𐤅𐤓𐤂𐤆 𐤕𐤓𐤂𐤆𐤍 𐤀𐤋 𐤉𐤊𐤍 𐤋𐤊 𐤆𐤓𐤏 𐤁𐤇𐤉𐤌 𐤕𐤇𐤕 𐤔𐤌𐤔 𐤅𐤌𐤔𐤊𐤁 𐤀𐤕 𐤓𐤐𐤀𐤌 | ʾnk tbnt khn ʿštrt mlk ṣdnm bn ʾšmnʿzr khn ʿštrt mlk ṣdnm škb bʾrn z my ʾt kl ʾdm ʾš tpq ʾyt hʾrn z ʾl ʾl tptḥ ʿlty wʾl trgzn k ʾy ʾrln ksp ʾy ʾr ln ḥrṣ wkl mnm mšd blt ʾnk škb bʾrn z ʾl ʾl tptḥ ʿlty wʾl trgzn k tʿbt ʿštrt hdbr hʾ wʾm ptḥ tptḥ ʿlty wrgz trgzn ʾl ykn lk zrʿ bḥym tḥt šmš wmškb ʾt rpʾm | Yo, Tabnit, sacerdote de Astarté, rey de Sidón, hijo de Esmunazar, sacerdote de Astarté, rey de Sidón, yazco en este sarcófago. Sea quien sea, cualquier hombre que pueda encontrar este sarcófago, no, no lo abras y no me molestes, porque no se recogió plata conmigo, no se recogió oro conmigo, ni nada de valor en absoluto, solo yo estoy acostado en este sarcófago. No lo abras y no me molestes porque esto es una abominación para Astarté. Y si lo abres y me molestas, que no tengas simiente entre los que viven bajo el sol, ni lugar de descanso con los refaítas. |

## Datación

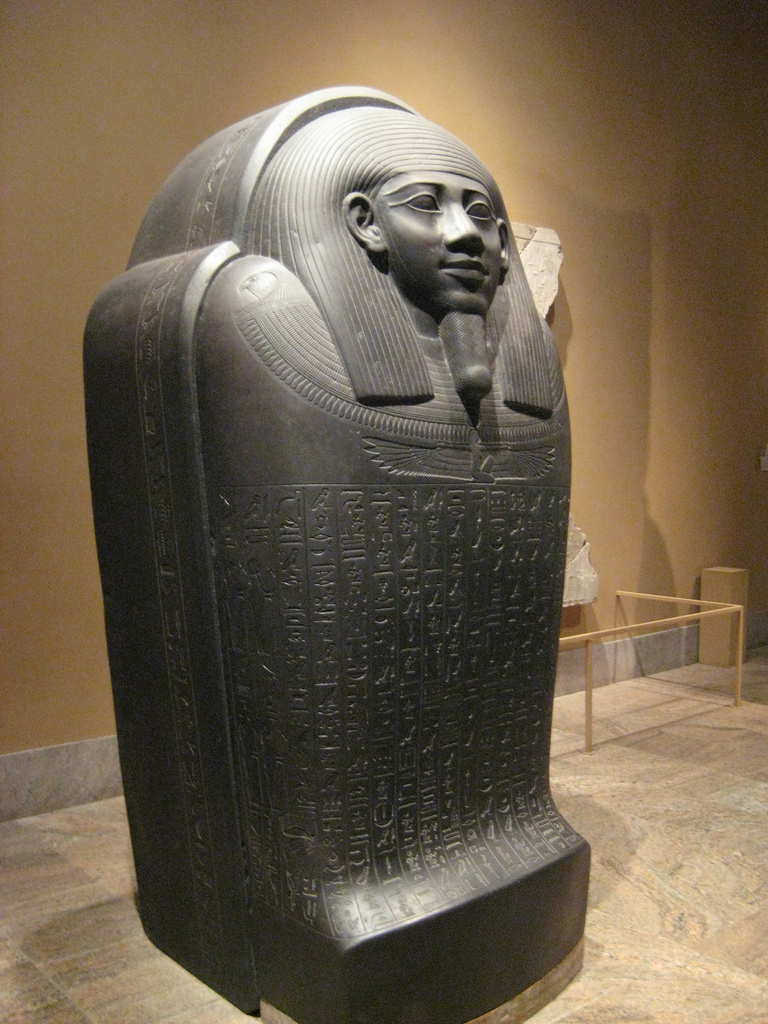
El sarcófago de Horkhebit, de Saqqara, es de un estilo muy similar.

Se cree que tanto el sarcófago de Tabnit como el sarcófago de Eshmunazar II datan originalmente de la XXVI Dinastía de Egipto, que tenía su capital en Sais. Esto se debe en parte a su parecido con sarcófagos similares, como el sarcófago Horkhebit de Saqqara, en el Museo Metropolitano de Arte.